# Малые Иодковичи
Малые Иодковичи (бел. Малыя Ёдкавічы) — деревня в Берестовицком районе Гродненской области Белоруссии. Входит в состав Эйсмонтовского сельсовета.

## География
Деревня находится в западной части Гродненской области, к востоку от реки Свислочи и автодороги Р-99, на расстоянии приблизительно 24 километров (по прямой) к северу от городского посёлка Большая Берестовица, административного центра района. Абсолютная высота — 114 метров над уровнем моря. Площадь населённого пункта — 0,1868 км².

## История
По состоянию на 1905 год, в Малых-Иодкевичах проживало 40 человек. В административном отношении деревня входила в состав Индурской волости Гродненского уезда Гродненской губернии.
Согласно Рижскому мирному договору (1921), деревня вошла в состав межвоенной Польши. Входила в состав гмины Вельке-Эйсымонты Гродненского повета Белостокского воеводства. В 1921 году числилось 94 жителя, проживавших в 19 домах. В этническом составе населения того периода поляки составляли 96,8 % и белорусы — 3,2 %. В конфессиональном составе населения преобладали католики (94,7 %) и православные христиане (5,3 %).
С 1939 года в БССР.

## Население
По данным переписи 2019 года, в деревне проживало 16 человек.
| Год  | Население, человек |
| ---- | ------------------ |
| 1905 | 40                 |
| 1921 | ↗ 94               |
| 2009 | ↘ 23               |
| 2019 | ↘ 16               |